# Port Charlotte
Port Charlotte è una località degli Stati Uniti d'America, classificata come census-designated-place e situata in Florida, nella Contea di Charlotte.